# Andriivka, Novhorod-Siverskîi
Andriivka (în ucraineană Андріївка) este un sat în comuna Buda-Vorobiivska din raionul Novhorod-Siverskîi, regiunea Cernihiv, Ucraina.

## Demografie
Componența lingvistică a localității Andriivka
     Rusă (66,67%)
     Ucraineană (33,33%)
Conform recensământului din 2001, majoritatea populației localității Andriivka era vorbitoare de rusă (66,67%), existând în minoritate și vorbitori de ucraineană (33,33%).